# شبتای زوی

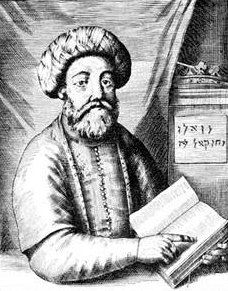
شبتای زوی در ۱۶۶۵

شبتای زوی یا سبتای صوی (عبری: שַׁבְּתַאי צְבִי، ترکی: Sabetay Sevi زاده ۱۶۲۶ – درگذشته ۱۶۷۶) خاخام سفاردی، مؤسس فرقه یهودی شبتایی و کابالیست بود که ادعا کرد وی مسیحِ موعود یهودیان است. در سن چهل سالگی از دو گزینهٔ اعدام یا گرویدن به اسلام دومی را برگزید؛ برخی از پیروان او نیز به اسلام گرویدند. این افراد ۳۰۰ خانواده بودند که بعدها دونمه (به ترکی معنی گروندگان) نامیده شدند.

## آغاز زندگی
شبتای زوی در سمورنا در روز ۹ آوریل ۱۶۲۶ که برابر با روز تیشا بآو که روزی سپند برای یهودیان است، زاده شد. شبتای در زبان عبری نام سیاره کیوان و زوی به معنی آهو است. خانواده زوی از منطقه رومانیوتس در یونان امروزی بودند. پدر او مردوخای فروشنده مرغ، در یک خانه تجارت انگلیسی آغاز به کار کرد و مال زیادی به دست آورد. در زمان جنگ بین ترکیه و ونیز سمورنا مرکز بازرگانی بود.
پدر شبتای او را به خواندن تلمود فرستاد. او در مدرسه یشیوا در نگاه و بینِ خاخام سمیرنا، یوسف اسکاپا بود. مطالعات هالاخایی برای او گیرا نبود ولی او آگاه و چیره‌دست بر تلمود شد؛ وی بسیار دوستدار صوفی گری و قبّاله بود و از خاخام اسحاق لوریا اثر پذیرفت. او بیشتر به قبّالهٔ عملی که ادعا می‌کرد قادر است با خدا و فرشتگان پیوندی ساخته و رویدادهای آینده را پیش‌بینی کند و معجزات انجام دهد علاقه داشت.
در زمان جوانی او بیشتر گوشه‌نشینی می‌گزید. او بنا به سنت یهودیان زود زناشویی کرد ولی با همسر خود رابطه جنسی نداشت که این به درخواست طلاق همسرش انجامید و شبتای آن را پذیرفت. با همسر دومش نیز چنین چیزی رخ داد. در سن بیست سالگی او رفتارهای شگفتی از خود نشان می‌داد. او گاهی افسرده یا شادمان می‌شد یا توش و توان بسیار زیادی پیدا می‌کرد. او گرایش به خوراک غیر کوشر (غیرحلال برای یهودیان) پیدا کرد، نام‌های ناگفتنی خدا را به زبان می‌آورد و دیگر گناهان بزرگی را انجام می‌داد.

## ادعای مسیح بودن
غیر از تئوریهای مسیح رایج بر اساس محاسبه دیگری که به یکی از بخش‌های زوهر (کتاب اصلی کابالا) ارجاع می‌کند سال ۱۶۴۸ میلادی به عنوان سال بخشیده شدن یهودیان و ظاهر شدن مسیح آنان قلمداد می‌شد.
در سن ۲۲ سالگی در سال ۱۶۴۸ شبتای آغاز به ادعای مسیح بودن کرد. برای ثابت کردن ادعای خود شروع به تلفظ نام خدا در عبری کرد که اینکار از دیدگاه یهودیان ممنوع است و فقط برای کاهن اعظم در معبد اورشلیم مجاز است. برای کسانی که با کتاب‌های ربانی و کابالایی آشنا بودند اینکار بسیار سمبلیک بود.
در این زمان او هنوز بسیار جوان بود و در مجامع ربانی مورد قبول نبود. با اینکه شبتای زندگی صوفی گرنه‌ای برای خود انتخاب کرده بود، خاخامهای مسنتر به او با چشم شک نگاه می‌کردند. مدرسه معلم او یوسف اسکاپا نیز از دور مراقب وی بود. وقتی که ادعای مسیح بودن وی بیشتر شد، او و طرفدارانش از جامعه یهودیان طرد شدند.
در سال ۱۶۵۱ خاخامها شبتای و پیروانش را از سمیرنا بیرون کردند. اینکه او بعد از این اتفاق کجا رفت کاملاً مشخص نیست. در سال ۱۶۵۸ او در قستنطنیه بود و با آبراهام هایاکینی دیدار کرد که وی او را به عنوان مسیح بودن قبول کرد. گفته می‌شود هایاکینی یک کتیبه جعلی یهودی درست کرد که در آن از شبتای به عنوان مسیح نام برده می‌شد. این کتیبه، حکمت عظیم سلیمان نام داشت و متن آن این بود: «من، ابراهام، در یک غار چهل سال زندانی بودم و بسیار سرگردان بودم و لیکن زمان معجزات نیامد، سپس صدایی شنیدم که می‌گفت، پسری عبری در سال ۵۳۸۶ از مردوخای زوی به دنیا خواهد آمد که شبتای نام خواهد داشت. او اژدهای بزرگ را رام خواهد کرد.. او، مسیح واقعی، بر تخت سلطنت من تکیه خواهد زد»

## در سالونیکا، قاهره و اورشلیم
با این کتیبه، شبتای سالونیک را انتخاب کرد که در آن زمان مرکز قبّاله بود. او خود را مسیح معرفی کرد و پیروان زیادی پیدا کرد. خاخامهای سالونیک او را از آنجا بیرون راندند. بعد از این اتفاق او از اسکندریه، آتن، قسطنطنیه و اورشلیم عبور کرد. او سپس در قاهره سکونت گزید که دو سال در آنجا بود.
حاخام یوسف هالابی یک یهودی ثروتمند و بانفوذ بود که در دربار عثمانیان به عنوان جمع‌آوری‌کننده مالیات بود و نفوذ زیادی داشت. او در خفا زندگی صوفی‌وار داشت که بسیار روزه می‌گرفت، در آب سرد حمام می‌کرد و شب‌ها خودزنی می‌نمود. او ثروت زیاد خود را برای خیریه و کمک به دانشجویان تلمود و قبّاله مصرف می‌کرد. شبتای با او بسیار همدم شد و او از ادعای مسیح بودن شبتای حمایت کرد.
در سال ۱۶۶۳ شبتای به اورشلیم رفت. در این زمان او رویه زندگی قبلی خود مانند روزه را در پیش گرفت. زندگی ساده او برای بسیاری به عنوان حقانیت وی بود. گفته می‌شود او دارای صدای زیبایی بود و آیات زبور را شب‌ها می‌خواند. او جمعیت زیادی را دور خود جمع می‌کرد و گاهی برای افراد درستکار بر قبر آن‌ها گریه می‌کرد. او توانست طرفداران زیادی پیدا کند.
جماعت یهودیان در اورشلیم در آن زمان به منابع مالی احتیاج زیادی داشت تا بتواند مالیات‌های زیادی که حکومت عثمانی وضع کرده بود بدهد. معمولاً آن‌ها در زمینه مالی دچار کمبود می‌شدند و ندادن مالیات ممکن بود اثرات بسیار بدی داشته باشد. شبتای که با خاخام یوسف هالابی رابطه خوبی داشت از طرف مردم برای درخواست کمک مالی از او انتخاب شد. موفقیت او در به دست آوردن پول مورد نیاز اهمیت او را بین مردم بالا برد.

## ازدواج با سارا
اتفاق دیگری که در زمان بازگشت او به قاهره افتاد شهرت او را در بین یهودیان افزایش داد. بعد از کشتار یهودیان در لهستان، یک دختر یهودی به نام سارا که شش سال داشت توسط مسیحیان پیدا شد و به خانه بی سرپرستان فرستاده شد. بعد از ۱۰ سال او فرار کرد و به آمستردام رفت. چند سال بعد او به لیورنو رفت و به خودفروشی پرداخت. او اعتقاد داشت که به زودی همسر مسیح خواهد شد.
بعد از اینکه داستان سارا به گوش شبتای رسید او ادعا کرد که در خواب دیده‌است که او، مسیح، با یک زن بدکاره ازدواج خواهد کرد. او چندین نفر را به دنبال سارا فرستاد و با او در خانه هالابی ازدواج کرد. زیبایی او باعث جلب توجه بیشتری نسبت به شبتای شد. حتی ترک کردن خودفروشی توسط سارا نیز به عنوان دلیل دیگری برای مسیح بودن شبتای نزد پیروانش بود. این داستان در نظر آن‌ها با داستان هوسیا در تورات، که به او امر شده بود با زنی بدکار ازدواج کند یکسان دانسته می‌شد.

## ناتان غزه‌ای
شبتای که در این زمان دارای پشتیبانی مالی هالابی، زنی اغواگر و تعداد زیادی پیرو بود پیروزمندانه به فلسطین بازگشت. او به شهر غزه رفت که دارای جمعیت یهودی زیادی بود. در آنجا او با بنجامین لوی، که ناتان غزه‌ای لقب داشت دیدار کرد. ناتان به عنوان مشاور شبتای درآمد و ادعا کرد که او الیاس پیش از مسیح است. در سال ۱۶۶۵ ناتان ادعا کرد که عصر مسیح در سال بعد آغاز می‌شود. شبتای ادعا کرد که به زودی تمامی دنیا توسط او و الیاس بدون جنگ کنترل می‌شود و او ده قبیله گمشده اسرائیل را به ارض موعود سوار بر یک شیر همراه با یک اژدهای هفت سر در دهان او بازمی‌گرداند. این ادعاها بسیار گسترش یافته و باور شدند.

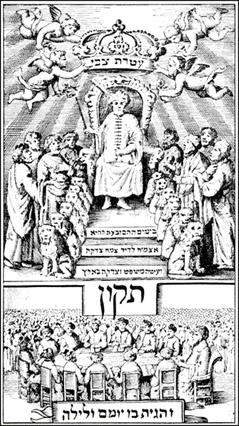
شبتای زوی بر تخت پادشاهی در سال ۱۶۶۶، گرفته شده از تبکون.

خاخامهای اورشلیم به این حرکات با بدبینی نگاه می‌کردند و تهدید به طرد کردن پیروان او گرفتند. شبتای که متوجه شد اورشلیم جای مناسبی برای پیشبرد اهداف او نیست به محل تولد خود سمیرنا بازگشت و ناتان پیامبر او ادعا کرد که غزه و نه اورشلیم شهر مقدس خواهد بود. در راه بازگشت به سمیرنا شبتای توسط گروه بزرگی از یهودیان در آلپو مورد استقبال قرار گرفت. در این زمان او علناً ادعای مسیح بودن در یک کنیسه کرد و شوفت‌ها دمیده شدند و مردم زیادی گفتند که «شاه ما زنده باد، مسیح ما».
در این زمان پیروان او وی را امیرا که مخفف سرور و شاه ما، عالیجناب بزرگ به عبری بود خطاب می‌کردند.

## مسیحیت
به کمک همسرش شبتای رئیس یهودیان شد و با قدرت به دست آورده مخالفان خود را سرکوب کرد. او خاخام قدیمی سمیرنا را برکنار کرد و به جای او چایم بنونیسته را جایگزین کرد. شهرت او افزایش یافت و بسیاری از پیروان ادیان دیگر نیز در مورد او صحبت می‌کردند. شهرت او حتی به کشورهای ایتالیا، آلمان، هلند نیز کشیده شد. یک آلمانی معروف به نام هاینریش الدنبرگ به باروخ اسپینوزا نوشت: «تمامی دنیا دربارهٔ شایعه بازگشت اسرائیلیان به سرزمین خود صحبت می‌کنند در صورتی که این خبر صحیح باشد انقلابی در تمامی چیزها خواهد بود.»
خاخامهای بانفوذ زیادی از شبتای پیروی کردند که از آن جمله ایزاک ابواب دو فونسکا، موزس رافائل دو آگیلار، موزس گالانته، موزس زاکوتو وهایم بنونیسته بودند. دیونسیوس موسافیا که از شاگردان اسپینوزا بود نیز از پیروان شبتای شد. در این زمان شایعات زیادی در مورد او که معمولاً باور می‌شد پخش شد. به‌طور مثال گفته می‌شد که در شمال اسکاتلند یک کشتی با طنابهای ابریشمی پدیدار شده‌است که کارکنان آن عبری صحبت می‌کردند. پرچم آن‌ها نوشته بود «دوازده قبیله بنی اسرائیل». یهودیان آوینیون فرانسه آماده مهاجرت به پادشاهی جدید در بهار ۱۶۶۶ شدند.
علاقه زیاد یهودیان به باور کردن مسیح بودن شبتای ممکن است به وضعیت بسیار بد آنان در قرن هفدهم نیز ارتباط داشته باشد. برنامه‌های ضدیهودی بوهدان خملنیتسکی یک سوم جمعیت یهودیان را نابود کرده بود و بسیاری از مراکز تعلیم آن‌ها را از بین برده بود. از این رو در نظر بسیاری از یهودیان اروپا زمان بهتری برای ظاهر شدن مسیح وجود نداشت.

## گسترش تأثیر او
با تأیید او پیروان او بسیاری از قوانین قبلی یهودی را لغو کرده و آن را با نظر اقلیت در تلمود جایگزین کردند؛ زیرا در عصر مسیح دیگر نیازی به پیروی از بسیاری از قوانین نیست. به‌طور مثال او روزه دوم توت را تبدیل به روز جشن کرد. شموئل پریمو که منشی شبتای بود در نامه‌ای به تمام یهودیان نوشته‌است: «پسر خدا، شبتای تبی، مسیح و آزاد کننده مردم اسرائیل، خطاب به تمامی فرزندان اسرائیل، صلح، زیرا شما برای اتمام سخن خدا و پیامبرانش انتخاب شده‌اید، غم و عزای شما باید به شادی تبدیل شود، روزه داری به خوشحالی، زیرا شما دیگر گریه نخواهید کرد. شاد باشید با آواز و ملودی و روزی را که قبلاً برای گسترش ناراحتی و بدبختی بود تبدیل به روز شادی کنید، زیرا من بر شما ظاهر شده‌ام.»
این پیام در نظر کفرآمیز بود زیرا شبتای روز تولد خود را به عنوان روز مقدس اعلام کرد. بسیاری از کسانی که قبلاً از شبتای طرفداری می‌کردند از شنیدن این حرفها شوکه شدند. سلیمان الغازی، که یکی از دانشمندان تلمود سمیرنا بود، نزدیک بود به دلیل مخالفت با تغییر روزه جان خود را از دست بدهد.

## در استانبول
در ابتدای سال ۱۶۶۶، شبتای سمیرنا را به مقصد استانبول ترک کرد. ناتان غزه‌ای پیشگویی کرده بود که شبتای تاج سلطان را بر سر خود خواهد گذاشت؛ ولیکن وزیر اعظم، احمد کوپرولو دستور داد شبتای به محض وارد شدن دستگیر شود و او را زندانی کرد. احتمالاً این امر به دلیل ثابت کردن قدرت سلطان بر او بوده‌است.
زندانی شدن شبتای تأثیر کمی بر پیروان او داشت. همچنین به دلیل برخورد بسیار خوبی که در زندان با او شد، که ممکن است به دلیل رشوه باشد، مسیح بودن او در نزد پیروانش تقویت شد. در این زمان داستان‌های زیادی از معجزاتی که مسیح در استانبول انجام می‌داد به سمیرنا و بقیه یهودیان می‌رسید.

## در آبیتوس
بعد از دوماه اسارت در استانبول، شبتای به زندان آبیتوس فرستاده شد. بعضی از دوستان او اجازه پیدا کردند او را همراهی کنند. از این رو شبتایی‌ها قلعه محل زندانی شدن او را میگدال از (قلعه قدرت) نامیدند. به دلیل اینکه شبتای قبل از عید پسح رسیده بود یک گوسفند را برای خود و پیروانش قربانی کرد. او چربی گوسفند را خورد که در دین یهودی ممنوع است. او همچنین در این زمان گفت: «خدا آمرزنده‌است که دوباره هرچیزی را که ممنوع شده بود حلال کرد.»
به دلیل پول زیادی که توسط طرفداران او برای او فرستاده می‌شد، زیبایی همسر او سارا و رفتار خوبی که حاکمان ترک با او کردند شبتای در قلعه آبیتوس مانند یک پادشاه بود. داستان‌های نقل شده از او افسانه‌ای است و در اروپا، آسیا و آفریقا پخش شد. در بعضی نقاط اروپا یهودیان زندگی خود را جمع کرده و منتظر مهاجرت جدید شدند. در هر کنیسه نام شبتای زده شده بود و دعایی به شرح زیر برای او خوانده می‌شد: «سرور و شاه ما آمرزیده باد، شبتای زوی مقدس و درستکار، مسیح خدای یعقوب.» در هامبورگ شورا دستور داد که نه تنها برای شبتای در روز شنبه (شبات) دعا شود بلکه اینکار در دوشنبه و سه شنبه نیز صورت گیرد. تصویر شبتای به همراه تصویر داوود نبی در بیشتر کتاب‌ها به همراه فرمولهای کابالایی چاپ شد.
این بدعت‌ها بعضی جوامع را به شدت ناراحت کرد. در موراویا مردم به قدری مشتاق بودند که دولت مجبور به دخالت شد ولیکن در صاله در مراکش امیر دستور داد که یهودیان تحت پیگرد قرار بگیرند. در این زمان شبتای روزه هفدهم تموز را به نهم آو (روز تولدش) تغییر داد. او روز ناراحتی را با روز شادی جایگزین کرد.

## نهمیا هاکوهن
در این زمان اتفاقی افتاد که بر باور مسیح بودن شبتای خدشه وارد کرد. دو دانشمند تلمودی لهستانی که به شبتای در زندان آبیتوس سر زده بودند گفتند که در کشور آن‌ها یک پیامبر به نام نهمیا هاکوهن، گفته‌است که مسیح به زودی خواهد آمد. شبتای دستور داد که این پیامبر به ملاقات او بیاید. نهمیا اطاعت کرد و بعد از سه ماه به آبیتوس رسید. گفتگوی بین آندو به نتیجه نرسید. بعضی شبتیان حتی برای قتل نهمیا نقشه کشیدند.

## اسلام آوردن شبتای
نهمیا، به استانبول گریخت و وانمود کرد اسلام آورده‌است تا بتواند با قائم مقام صحبت کند. او دربارهٔ تصمیمات شبتای به او گفت و قائم مقام نیز سلطان محمد چهارم را از این تصمیمات آگاه کرد. شبتای از آبیدوس به ادرنه منتقل شد که در آنجا پزشک سلطان که یهودی زاده بود، به او پیشنهاد کرد اسلام بیاورد. در روز بعد (۱۶ سپتامبر ۱۶۶۶) شبتای در برابر سلطان لباس یهودی را دور انداخت و عمامه ترکی بر سر گذاشت و اسلام آورد. شاه که بسیار خوشحال شده بود به او لقب افندی داد و او را به عنوان نگهبان در با حقوق بالا استخدام کرد. سارا و تعدادی پیروان شبتای نیز به همراه او اسلام آوردند. حدود ۳۰۰ خانواده که دونمه نامیده شدند اسلام آوردند. سلطان به شبتای دستور داد برای ثابت کردن اسلام آوردن زن دومی اختیار کند. چند روز بعد از اسلام آوردن او به سمیرنا در نامه‌ای نوشت: «خدا مرا اشماعیلی کرد، او دستور داد و آن انجام شد. روز نهم تولد دوباره من.»

## تأثیر در پیروان
اسلام آوردن شبتای پیروان او را بسیار ناراحت کرد. مسلمانان و مسیحیان پیروان او را مسخره کردند. با اینکه شبتای مرتد شده بود، بسیاری از پیروان او هنوز به وی پایبند بوده و اسلام آوردن او را بخشی از حرکت مسیحایی او دانستند. پیامبرانی نظیر غزه‌ای و پریمو که علاقه به حفظ جنبش داشتند این نظریه را تقویت کردند. در بسیاری از جوامع یهودی روز تولد شبتای هنوز جشن گرفته می‌شد با اینکه خاخامها آن را ممنوع کرده بودند.
بعضی وقتها شبتای نقش مسلمان واقعی را بازی می‌کرد و یهودیت را طرد می‌کرد، ولیکن در بعضی زمان‌های دیگر او یهودیان را از خود می‌دانست. در سال ۱۶۶۸ او ادعا کرد که روح القدس در عید پسح بر او ظاهر شده‌است. او کتابی نوشت و در آن ادعا کرد که شبتای مسیح واقعی است با اینکه اسلام آورده‌است. هدف او یهودی کردن تعداد زیادی از مسلمانان بود. بعد از اینکه به سلطان گفت که قصد دارد یهودیان را مسلمان کند اجازه یافت که به کنیسه‌های آن‌ها رفته و با آن‌ها صحبت کند. او موفق شد بعضی مسلمانان را به کابالا علاقه‌مند کند. بعضی پیروان او دین یهودی و اسلامی را مخلوط کردند.
رفته رفته ترک‌ها از دست کارهای شبتای خسته شدند و حقوق او را قطع کرده و او را از استانبول طرد کردند. بعد از اینکه مشخص شد که او برای یهودیان زبور می‌خواند وزیر دستور داد که به اولتسینی در مونته‌نگرو تبعید شود. او در تنهایی مرد و بنا به بعضی گفته‌ها این اتفاق در ۱۷ سپتامبر ۱۶۷۶ در روز یوم کیپور بود.
در سال‌های ۱۶۸۰ دونمه‌ها در سالونیکا در یونان عثمانی ساکن شده بودند. در ۲۵۰ سال بعد از آن آن‌ها زندگی جداگانه‌ای داشتند و فقط با یکدیگر ازدواج و تجارت می‌کردند، محله مذهبی خود را داشتند و دیدگاه‌های خود را مخفی می‌کردند. در قرن ۱۹ دونمه‌ها در تجارت تنباکو و پارچه بسیار مهم بودند. بعضی از آن‌ها در کمیته اتحاد و پیشرفت شرکت کردند و حزب ترکهای جوان را تحت نفوذ قرار دادند. بعد از استقلال، یونان تمامی ترک‌ها را اخراج کرد که از آن جمله دونمه‌ها بودند که در این زمان از بقیه ترک‌ها قابل تشخیص نبودند.

## سالهای پایانی زندگی
در مورد سال‌های پایانی زندگی او اطلاعات زیادی در دست نیست. بعضی می‌گویند که او به مرگ طبیعی مرد و بعضی اعتقاد دارند که او اعدام شد. بیشتر تاریخ‌نویسان قبول دارند که او در ۱۶۷۳ توسط سلطان عثمانی به مونته‌نگرو تبعید شد و چندین سال بعد مرد.

## پیروان امروزی
گروه‌هایی که دونمه نامیده می‌شوند هنوز هم پیرو شبتای زوی بیشتر در ترکیه امروزی هستند. تعداد آن‌ها معلوم نیست، بعضی آن‌ها را کمتر از ۱۰۰٬۰۰۰ نفر و بعضی چند صد هزار نفر می‌دانند.